# 閔称道
閔 称道（朝鮮語: 민칭도）は、朝鮮氏族の驪興閔氏の始祖である。
孔子の10人弟子の1人の閔子騫の子孫であり、元来は中国山東地方の人。高麗時代中期に使者として渡来し、驪興付近に定住した。